# Willi One Blood
Willi One Blood né William Harbour Junior est un chanteur de reggae connu pour le titre « Whiney whiney (What really drives me crazy) » inclus sur la bande-originale de Dumb & Dumber. Le titre a atteint la soixante-deuxième place au Billboard.
Willi apparaît également dans quelques films tels que Léon et Bienvenue chez Joe.

## Biographie
Willi One Blood naît le 20 septembre 1956 à New York. 
Il commence sa carrière musicale en 1988 à Kingston, en Jamaïque où il enregistre plusieurs singles et collabore avec plusieurs artistes de Reggae, notamment Tony Rebel, Half Pint ou encore Jack Radics.
Durant les années 1990, Blood se rapproche du monde du cinéma. En effet, son style de l'époque inspire Gary Oldman pour son rôle du personnage de Drexl Spivey dans le film True Romance, sorti en 1993. L'année suivante, l'acteur britannique et le chanteur de reggae sont à l'affiche de Léon, sixième long-métrage du réalisateur français Luc Besson. Blood y interprète l'un des hommes de main de Norman Stansfield (Gary Oldman). Son personnage dans Léon est appelé « Blood » par Stansfield et « Willi » par un autre personnage. Sa dernière apparition au cinéma remonte à l'année 2001, alors qu'il interprète son propre rôle dans le film indépendant Blazin'.
Par la suite, William Harbour Jr. quitte New York et co-crée MC² Realty, société de courtage en immobilier qu'il préside, basée à Miami, en Floride.

## Filmographie

### Cinéma
- 1994 : Léon : Willi Blood
- 1996 : Bienvenue chez Joe
- 2001 : Blazin' : lui-même

### Télévision
- 1995 : New York Undercover, saison 1, épisode 26 : Le retour de Danny Cort (Catman Comes Back en  V.O.) : un dealer